# 五湖都格东淖尔
五湖都格东淖尔（汉语拼音字母：Tavan khudag züün nuur），音译塔万湖都格宗淖尔，也作五湖洞东淖尔、五湖洞东湖、五湖都格东湖，是一个位于中国内蒙古自治区鄂尔多斯市鄂托克前旗昂素镇境内的湖泊，地处昂素镇政府驻地西北约51千米的毛乌素沙地中，西南距五湖都格淖约2.5千米。湖面海拔1309米，面积2.0平方千米，平均水深0.2米。